# هاني شاهين
هاني شاهين  (ولد 22 نوفمبر 1940 بالعاصمة دمشق)، هو ممثل، ومدير إنتاج سوري شارك بالعديد من الأعمال الإذاعية والمسرحية والتلفازية، أبرزها حكم العدالة، ومرايا، وباب الحارة.

## أعماله
1. أغمض عينيك: مسلسل 2024
2. الزعيم: مسلسل 2011
3. باب الحارة ج5: مسلسل 2010
4. منمنمات اجتماعية: مسلسل 2009
5. الدوامة: مسلسل 2009
6. باب الحارة ج4: مسلسل 2009
7. باب الحارة ج3: مسلسل 2008
8. بهلول أعقل المجانين، الجزء الثاني مسلسل 2008
9. باب الحارة ج2: مسلسل 2007
10. ظل امرأه: مسلسل 2007
11. باب الحارة ج1: مسلسل 2006
12. حكايا وخفايا: مسلسل 2005
13. الرحيل إلى الوجه الآخر: مسلسل 2004
14. أبو المفهومية: مسلسل 2003
15. ورود في تربة مالحة: مسلسل 2002
16. الوصية: مسلسل 2002
17. حارة الجوري: مسلسل 2001
18. مرايا 2000: مسلسل 2000:
19. تلك الأيام: مسلسل 1999
20. زمن العطاش: مسلسل 1999
21. مرايا 99: مسلسل 1999
22. ياقوت: مسلسل 1998
23. مرايا 97: مسلسل 1997
24. مرايا 96: مسلسل 1996
25. الزاحفون: مسلسل 1990
26. مرايا 88: مسلسل 1988
27. مرايا 86: مسلسل 1986
28. طائر الأيام العجيبة: مسلسل 1981
29. مرايا: مسلسل 1981
30. تجارب عائلية: مسلسل 1981
31. رحلة المشتاق: مسلسل 1977
32. غرام المهرج: فيلم 1976
33. العالم سنة 2000: فيلم 1972
34. امرأة لا تبيع الحب: فيلم 1971

## روابط خارجية
- هاني شاهين على موقع قاعدة بيانات الأفلام العربية